# اچ‌ام‌اس سوپرب (اس۱۰۹)
اچ‌ام‌اس سوپرب (اس۱۰۹) (به انگلیسی: HMS Superb (S109)) یک زیردریایی است که طول آن 82.9 metres می‌باشد. این زیردریایی در سال ۱۹۷۴ ساخته شد.